# Земский, Андрей Михайлович
Андре́й Миха́йлович Зе́мский (27 октября (8 ноября) 1892, Кутаис — 24 ноября 1946, Москва) — советский филолог и педагог-методист.

## Биография
Андрей Михайлович Земский родился в Кутаисе 27 октября (8 ноября) 1892 года. В 1911 году окончил гимназию в Тифлисе. В 1916 году окончил историко-филологический факультет Московского университета. Летом 1917 года женился на Надежде Афанасьевне Булгаковой — сестре писателя Михаила Булгакова. Из-за шедшей Первой мировой войны Андрей Михайлович был мобилизован в Русскую императорскую армию и проходил службу в Царском Селе. После происшедшей в ноябре 1917 года Октябрьской революции с последовавшим выходом России из Первой мировой войны был демобилизован и перебрался в 1918 году в Самарскую губернию, вплоть до 1921 года преподавал русский язык в селе Кандабулак. В 1921 году переехал в Киев, где работал преподавателем в военной школе. С 1923 до 1931 года года — преподаватель русского языка и литература на рабочем факультете при Московском институте инженеров железнодорожного транспорта.
31 января 1931 года Андрей Михайлович Земский был арестован. По доносу одного из соседей он был обвинён по пунктам 10, 12 и 13 58-й статьи Уголовного кодекса РСФСР — поводом для обвинения стало лишь то, что в течение четырёх месяцев по призыву служил в Русской императорской армии в офицерском звании (прапорщика), а также то, что на его квартире временно останавливался его свояк Леонид Сергеевич Карум — также бывший офицер. Во время следствия Андрей Михайлович содержался в Бутырской тюрьме, после чего 18 мая был выслан в Красноярск. Позднее из-за слабого здоровья он был переведён в места с более мягким климатом — сперва в Алма-Ату, а в марте 1934 года — в Кзыл-Орду. Надежда Афанасьевна ездила к мужу в ссылку — сразу после высылки летом 1931 года в Иркутск (по дороге в Красноярск), а летом 1933 года — в Кзыл-Орду. В течение всего времени, пока Андрей Михайлович был в ссылке, она продолжала бороться за его освобождение, написав десятки прошений в различные инстанции. В конце концов она добилась своего — в декабре 1934 года он был досрочно освобождён и смог вернуться к жене и детям в Москву.
После возвращения из ссылки, с 1935 до 1938 годов преподавал в московских педагогических училищах и на курсах преподавателей средней школы. С 1939 до 1941 годов — исполняющий обязанности доцента Московского педагогического дефектологического института. В июне 1941 года, после начала Великой Отечественной войны записался в Народное ополчение. В 1943 году был демобилизован и назначен старшим преподавателем Московского государственного педагогического института имени Ленина. По воспоминаниям первой жены Михаила Булгакова Татьяны Николаевны Лаппы, в 1940-х годах ушёл от жены, но другими источниками этот факт не подтверждается. Умер в Москве 24 ноября 1946 года.

## Семья
- Жена: Надежда Афанасьевна Земская (в девичестве Булгакова; (1894—1971) — деятель советского образования, сестра писателя Михаила Булгакова[8].
- Дочери:
  - Елена (1918—1919) — умерла во младенчестве[8].
  - Ольга (1923—1953)[9] — училась в Московском авиационном институте[11], погибла при переходе железнодорожных путей под колёсами поезда[10].
  - Елена (имя то же, что и у старшей умершей дочери; 1926—2012) — лингвист, профессор[9].